# Podkylava
Podkylava (ungarisch Szakadék – bis 1907 Podkilava) ist eine Gemeinde im Westen der Slowakei.
Der Ort wurde zum ersten Mal im Jahr 1709 erwähnt.
Die Gemeinde liegt im Hügelland zwischen den Kleinen Karpaten im Süden und den Weißen Karpaten im Norden. Nové Mesto nad Váhom liegt zirka 25 Kilometer östlich der Gemeinde, Myjava zirka 7 Kilometer östlich, Senica etwa 25 Kilometer westlich.

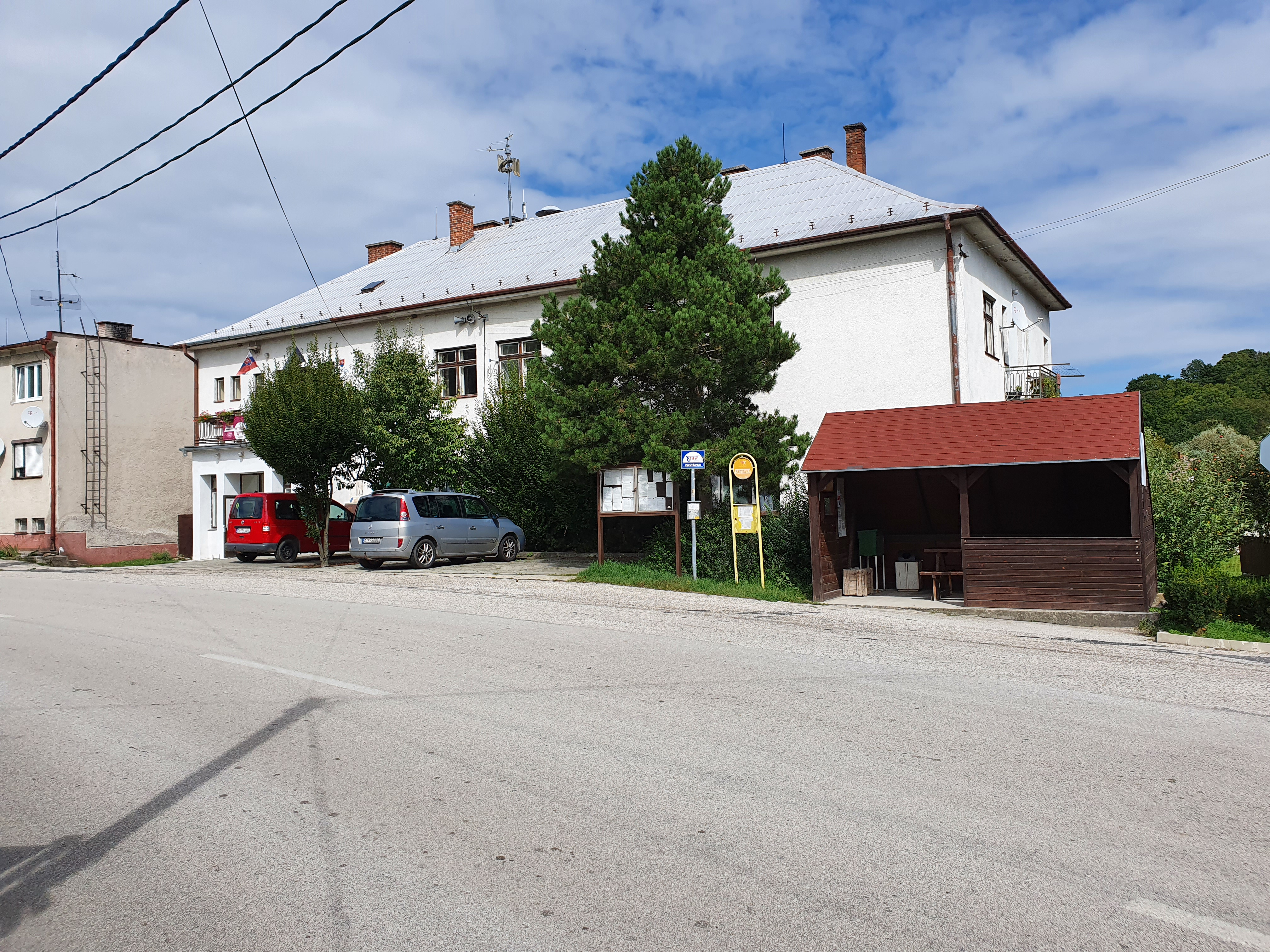
Das Gemeindeamt von Podkylava

## Bevölkerung
| Jahr                | 1994 | 2004     | 2014    | 2024    |
| ------------------- | ---- | -------- | ------- | ------- |
| Anzahl der Personen | 322  | 249      | 226     | 244     |
| Unterschied         |      | −22,67 % | −9,23 % | +7,96 % |

| Jahr                | 2023 | 2024    |
| ------------------- | ---- | ------- |
| Anzahl der Personen | 246  | 244     |
| Unterschied         |      | −0,81 % |